# 하루미치노 쓰라키

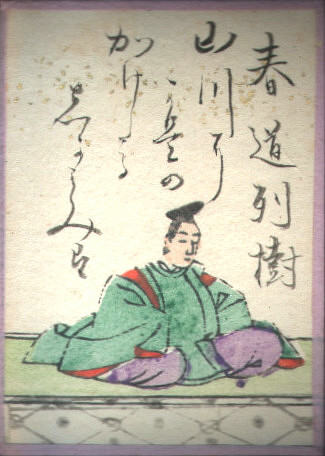
하루미치노 쓰라키（百人一首）

하루미치노 쓰라키(일본어: 春道列樹)는 일본 백인일수중 한명이다. 헤이안(平安) 중기의 가인(歌人)이었다. 아버지는 정5위상(従五位上) 주세두(主税頭)였던 하루미치노 니이나(春道新名)이다.
엔기(延喜)10년 (910년)에 문장생(文章生)이 되고, 대재대감(大宰大監)을 거쳐 이키(壱岐|いき)로 발령을 받았으나, 부임하기 전 숨졌다고 한다.
고킨와카슈에 3수(首), 고센와카슈에 2수가 정리 되어 있다.